# Maslenica-Brücke
Die Maslenica-Brücke [masˈlɛnitsa] (kroatisch Most Maslenica bzw. Maslenički most) befindet sich in Kroatien an der Adria-Magistrale D8 an der Südseite des Velebit-Gebirges in der Gespanschaft Zadar, unweit des Autobahn-Tunnels Sveti Rok. Die Brücke ist als strategisch-bedeutendes Nord-Süd-Verkehrsnadelöhr bekannt und führt über die Meerenge von Maslenica (kroatisch Masleničko ždrilo bzw. Novsko ždrilo) bei der Ortschaft Maslenica am Einlauf zum Novigrader Meer (kroatisch Novigradsko more). Reisenden nach Dalmatien und Zadar kommt durch die Überquerung der Maslenica-Brücke eine erhebliche Strecken- und Zeitersparnis zugute.

## Zerstörung
Die 1961 errichtete Brücke war von verkehrstechnisch-strategischer Bedeutung. Sie war im Kroatienkrieg Schauplatz heftiger Kämpfe und wurde im Rahmen dessen am 21. November 1991 zerstört. In den Kriegsjahren musste der Verkehr über eine Ponton-Behelfsbrücke geführt werden, welche am 18. Juli 1993 für den Verkehr freigegeben wurde. Gleichzeitig wurde mit dem Bau einer neuen Betonbrücke begonnen, der späteren Maslenica-Autobahnbrücke. Für die erweiterte, vierspurige Brücke wurde jedoch eine andere Stelle gewählt, etwas nördlich der ursprünglichen Brücke. Der Bau der Autobahnbrücke wurde als Projekt von höchster staatlicher Priorität vorangetrieben. Die 1997 feierlich eröffnete Brücke wurde 2003 ein Teil der Autobahnstrecke A1.

## Wiederaufbau
Die Maslenica-Stahlbrücke wurde mittlerweile an der Stelle der einstigen Maslenica-Brücke wieder aufgebaut (Baubeginn 2004) und am 17. Juni 2005 für den Verkehr freigegeben. Heute wird die Brücke jedoch nur mehr für den Regionalverkehr verwendet, da der Großteil des Nord-Süd-Verkehrsstromes über die Maslenica-Autobahnbrücke an der Autobahn A1 führt.

## Aktuelle Nutzung und klimatische Gegebenheiten
Aufgrund von Protesten der lokalen Bevölkerung gegen die Verrichtung einer Autobahnmaut für die Nutzung der bedeutenden Brückenverbindung wurde die ursprüngliche Maslenica-Brücke an alter Stelle und in nahezu derselben Form wie die einstige Brücke wiederaufgebaut (zweispurig). Die (ursprüngliche) Maslenica-Brücke liegt zudem an einer vorteilhafteren, weil windgeschützteren Stelle als die neu-errichtete Autobahnbrücke. Aufgrund der großen klimatischen Unterschiede herrschen an der Südseite des Velebit im Herbst und im Frühjahr starke Fallwinde vor (Bora). Es kann daher vereinzelt vorkommen, dass die Autobahn A1 ab der Ausfahrt Maslenica bis zur Ausfahrt Sveti Rok, einschließlich des Tunnels Sveti Rok, für den Verkehr gesperrt wird. In diesem Falle wird der Verkehr zumeist über die „alte“ Maslenica-Brücke und über die Adria-Magistrale D8 (Jadranska Magistrala) entlang der Ortschaften Zaton, Obrovac und Gračac umgeleitet. Die kroatischen Verkehrsbehörden testen bereits Methoden zur Eindämmung der Fallwinde, um eine ununterbrochene Aufrechterhaltung des Autobahnverkehrs zu gewährleisten, beziehungsweise ist eine Sanierung der Maslenica-Autobahnbrücke und der Einbau von Stahlplatten zur besseren Windstabilisierung geplant.

## Weblinks

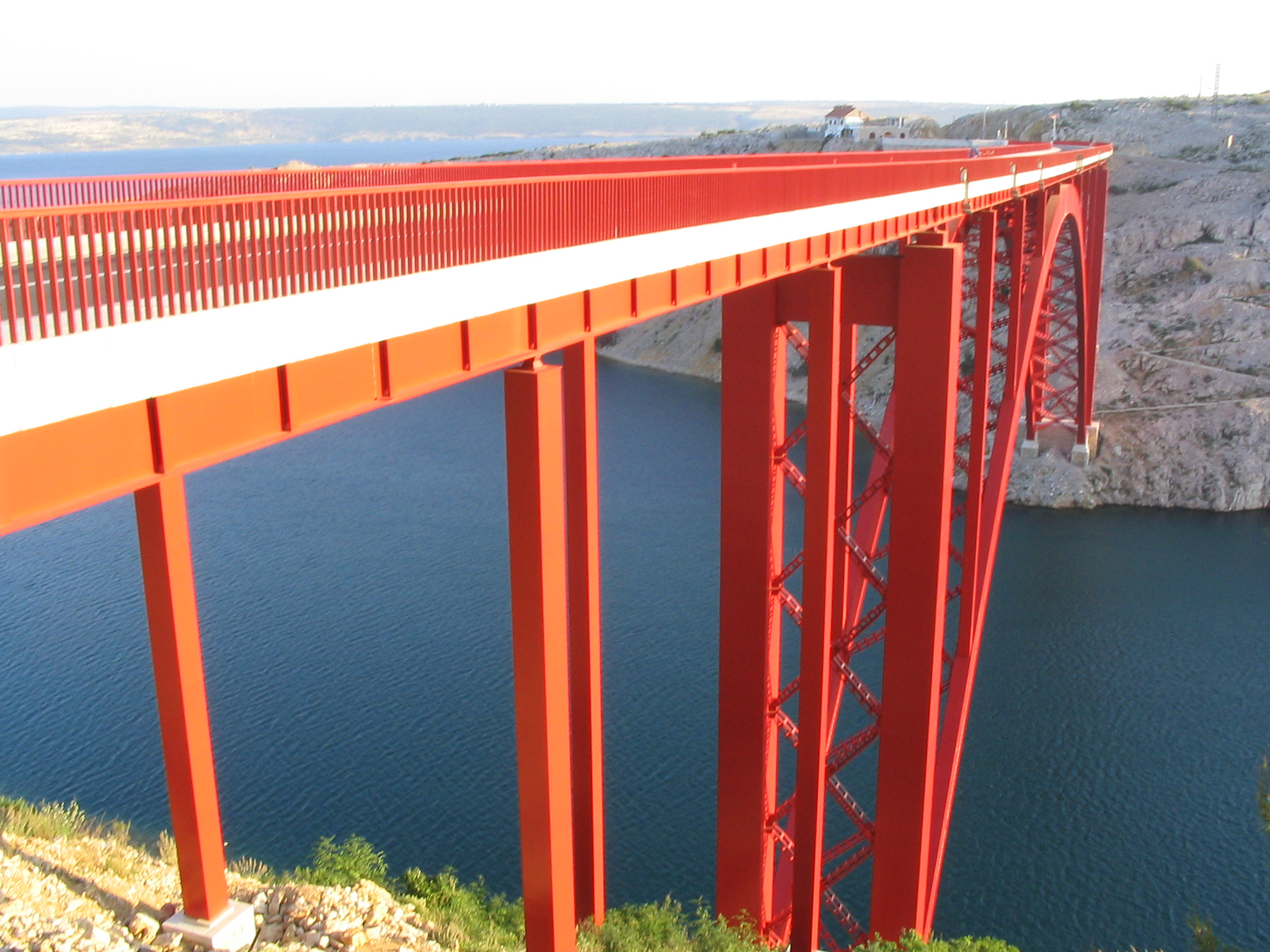
Die wiedererrichtete Maslenica-Stahlbrücke
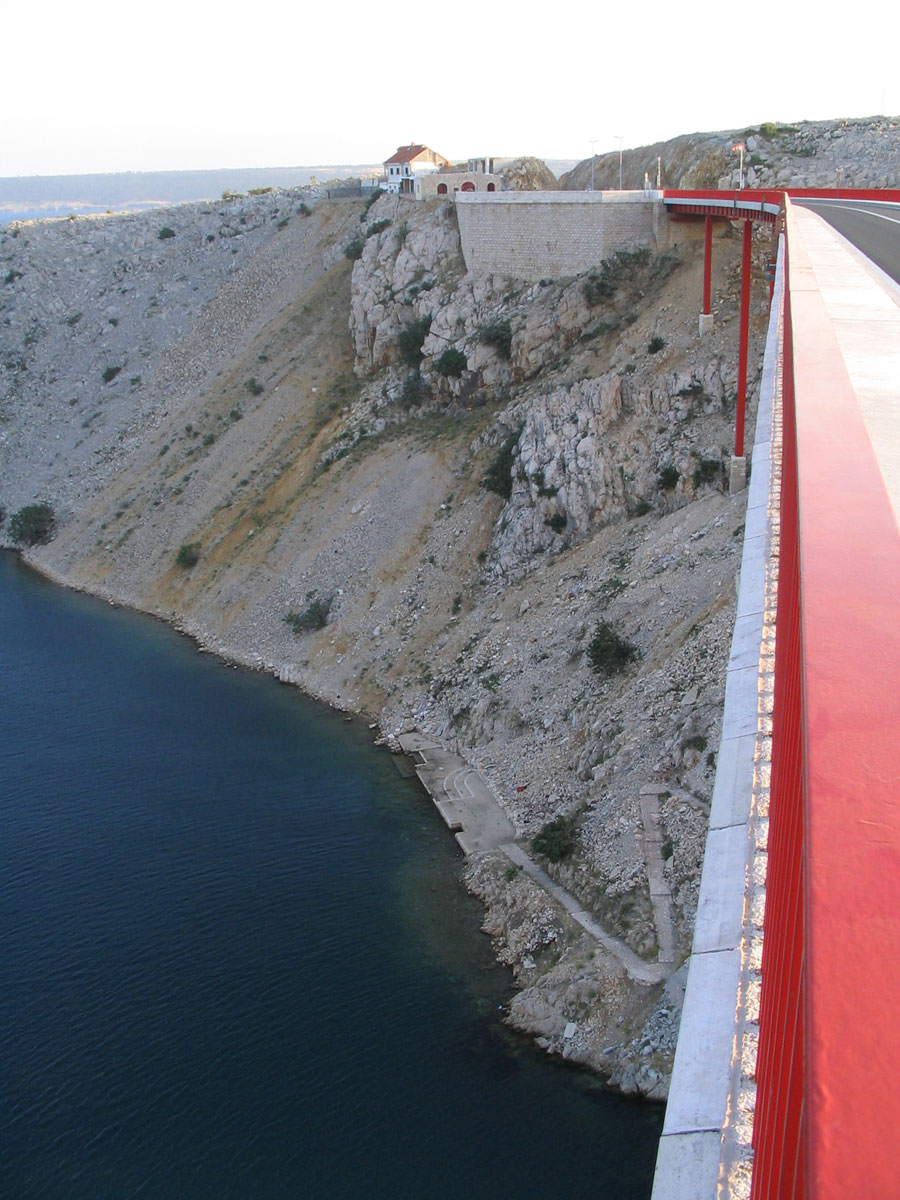
Blick auf die Meerenge von Maslenica
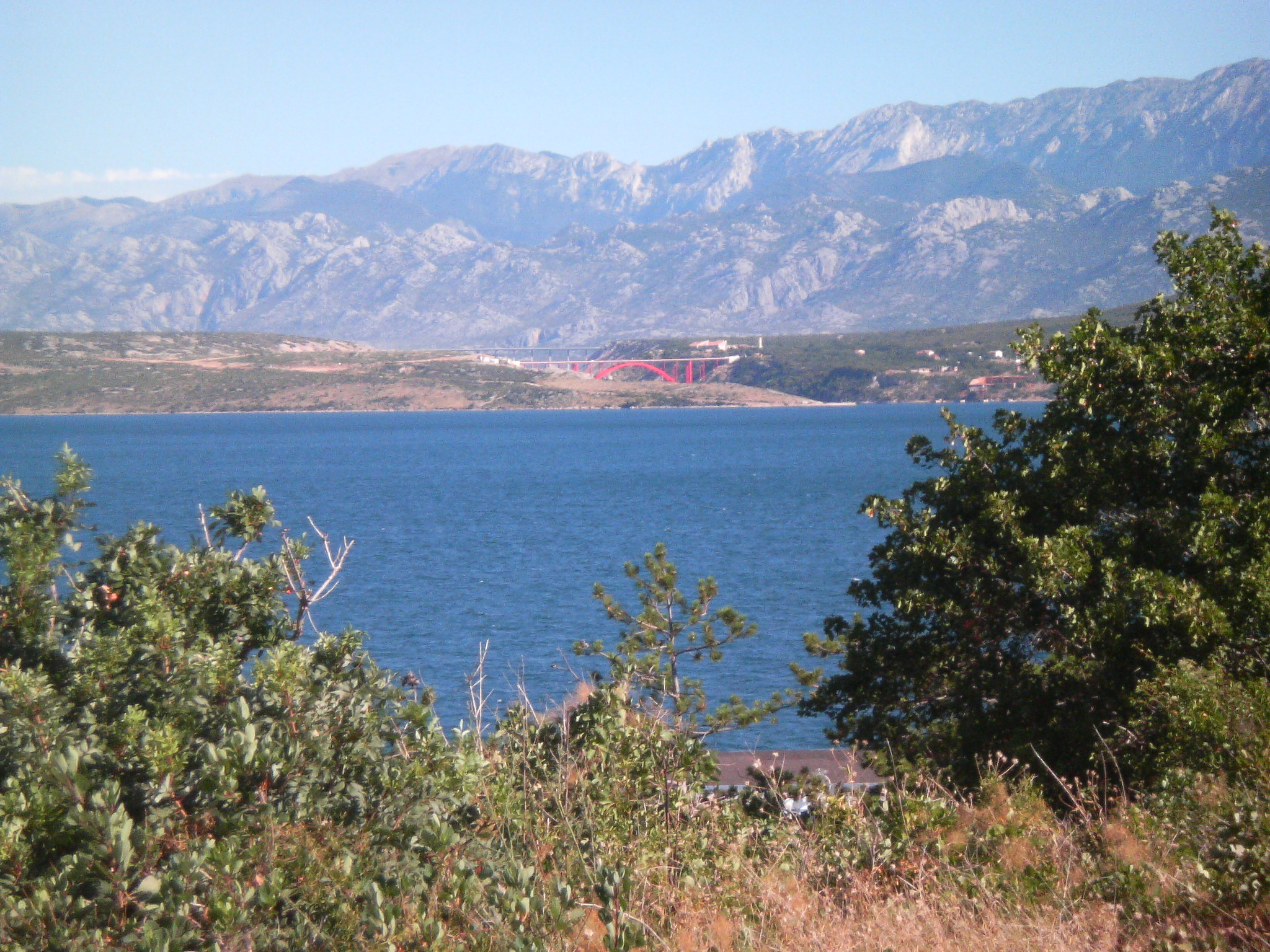
Aussicht auf beide Maslenica-Brücken von der Meeresbucht von Novigrad
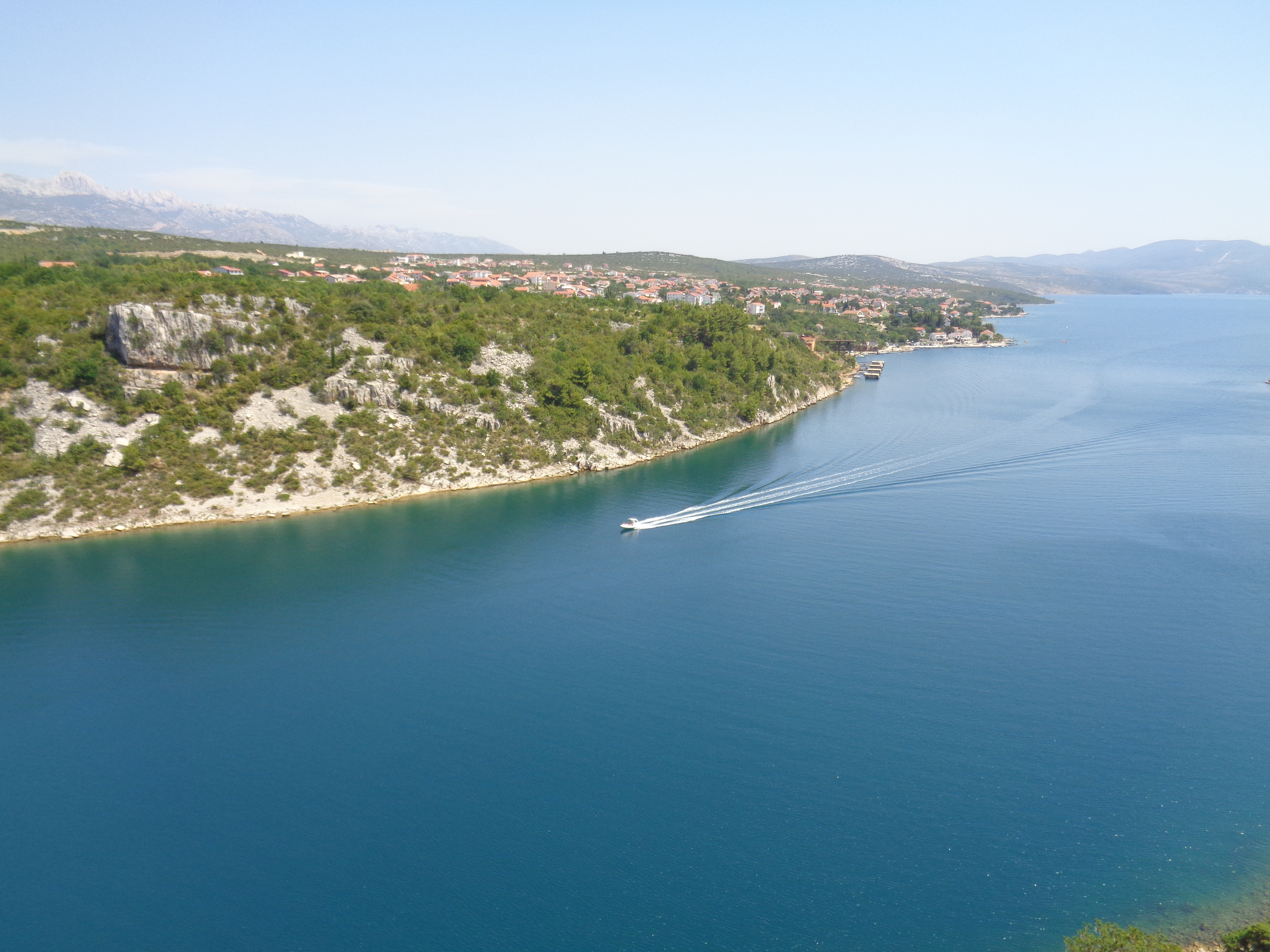
Blick von der alten Brücke auf die Meeresstraße von Maslenica

## Daten zur vormaligen Maslenica-Brücke

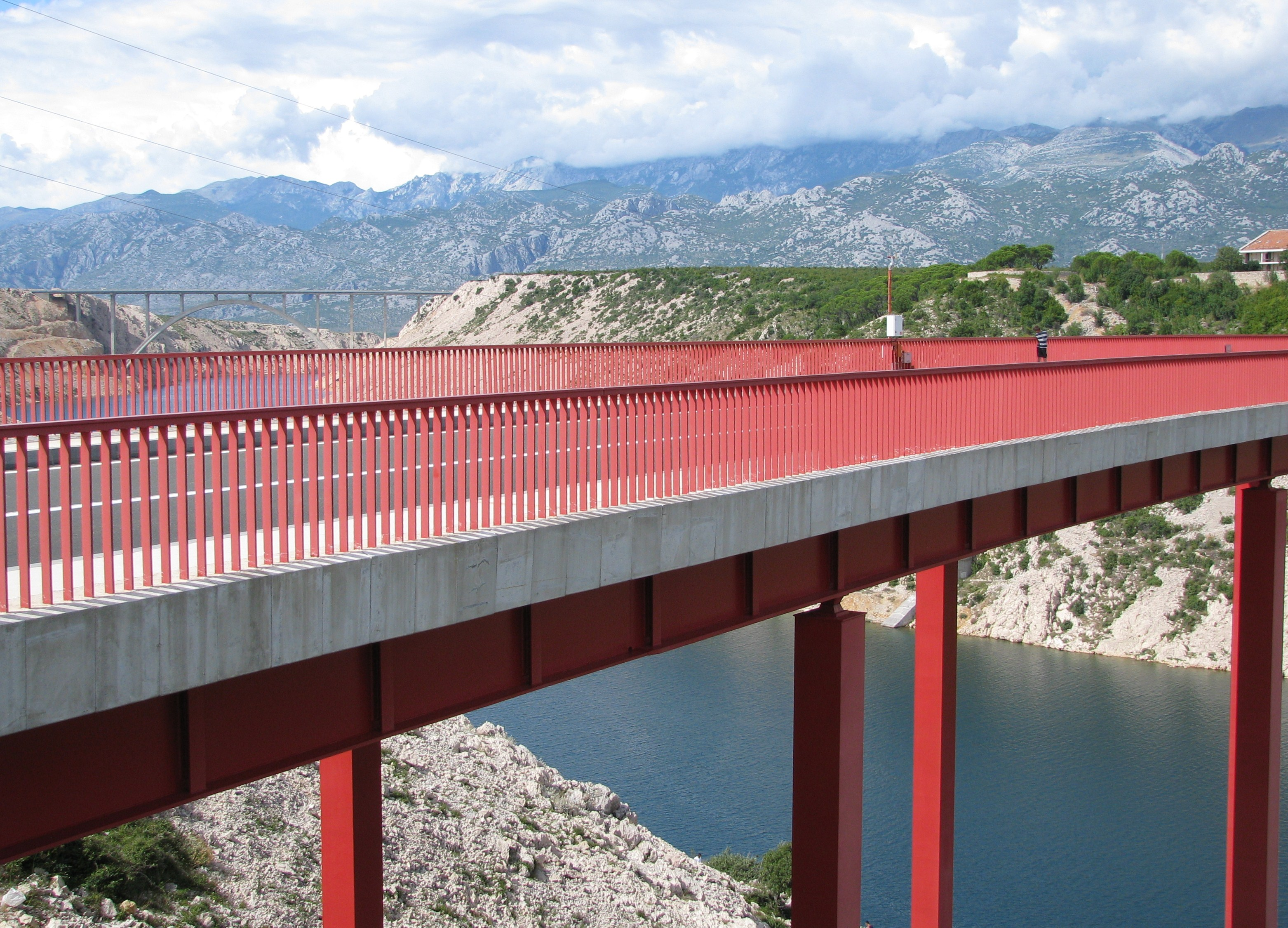
Die beiden Brücken von Maslenica. Im Hintergrund ist die Autobahnbrücke zu sehen.

Die zerstörte Maslenica-Brücke wurde 1961 an der engsten Stelle der Meerenge von Maslenica errichtet (kroatisch Masleničko ždrilo). Die Kanalweite beträgt an dieser Stelle lediglich 150 m. Die Gesamtlänge der zerstörten Maslenica-Brücke betrug einst 314 m. Die Bogenspanne der Brücke betrug 155 m. Die Bogenhöhe selbst betrug 55 m. Den Bau finanzierte damals die Gemeinschaft der Straßenunternehmen der Sozialistischen Republik Kroatien, damals ein Teil der Föderativen Republik Jugoslawien. Beteiligte Bauunternehmen waren Pionir, Mostogradnja und zwei Bauunternehmen aus Belgrad. Hauptkooperant war die Stahlkonstruktionsfirma Metalna aus Maribor. Die Gesamtkonstruktion war aus Stahl und wurde, bis auf einen zusammengeschmiedeten Teil (sogenannte Montage-Enden), zusammengeschweißt. Unmittelbar vor der Zerstörung im Jahre 1991 wurde die Brücke saniert.

## Vergleichswerte zur neuen Brücke
An der Geometrie wurden im Vergleich zur alten Brücke keine bedeutenden Änderungen vorgenommen. Die Fahrbahnbreite beträgt heute 7,7 m, statt der einstigen 7 m. Die Gehsteig-Breite wurde von einst 1 m auf 1,2 m erweitert. Die Gesamtbreite der Brücke beträgt heute 10,5 m (einst 9,4 m). Die geplante Bauzeit wurde zu Baubeginn auf 18 Monate geschätzt. Projektant der alten Brücke war Vojislav Draganić. Der Projektant der neuen Brücke war Stjepan Štorga aus der Ingenieurs- und Projektgesellschaft (kroatisch Inženjerski projektni zavod).